# Església de la Verge de Gràcia
L'església parroquial de la Verge de Gracia i a l'arcàngel Sant Miquel de Viver (Alt Palància) està situada en la Plaça de l'Àngel i va ser construïda a principis del segle xvii, si bé compta amb ampliacions i reformes posteriors.
Del temple destaca en la seua façana la torre campanar, que es va construir en l'any 1608. Té 25 metres d'altura i les seues sòlides parets més de 2 metres de gruix. És de planta quadrada amb arestes de carreus amb vuit finestres de campanes i està coronada per un templet octogonal recentment restaurat. En les seues parets es troben diverses làpides romanes i una escrita en 1608 per Francisco Diago en la qual assenyala la construcció de la torre i la canalització de l'aigua a la font de l'Assumpció.
Adossada en part al costat Oest de la torre, veiem la façana de l'església parroquial. Exteriorment consta d'una nau central amb creuer i contraforts.
A l'interior el temple és elegant, d'estil renaixentista, d'ordre corinti, claustral, amb bons altars de fusta i alguns frescos de bona escola. Destaquen les pintures de l'artista de Viver, Rafael Posades.